# Calunga (boneca)

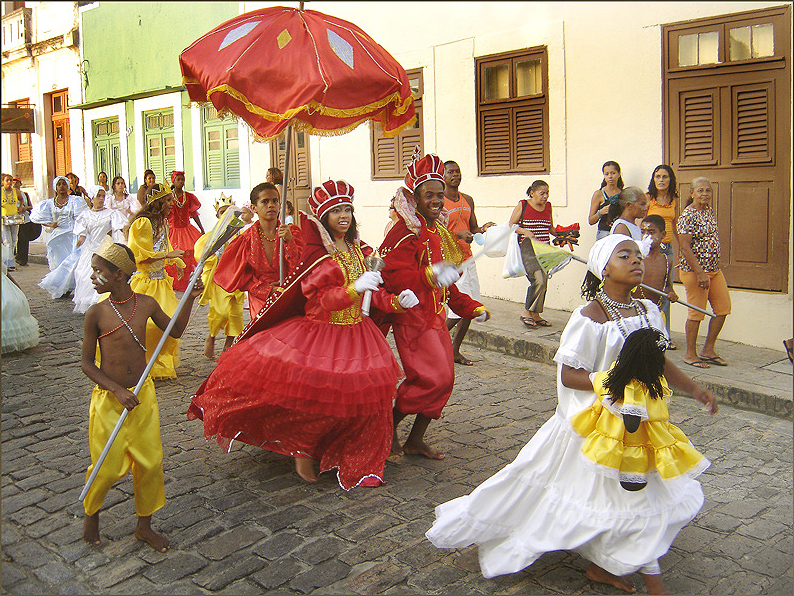
Bloco de maracatu em Olinda. Calunga vai na frente.

A calunga é um elemento sagrado dos Candomblés de Pernambuco, no Brasil.
Deu origem e passou a ser a figura central nos cortejos. É uma boneca de madeira, ricamente vestida e que simboliza uma entidade ou rainha já morta. Sem ela o Maracatu não sai.
Calunga seria a Lunga ou malunga, que é plural em quimbundo da palavra "lunga".
Foi trazida de Angola pelos escravos para o Nordeste brasileiro, fazendo parte do cortejo do Maracatu Nação.